# 賈德山
賈德山（英語：Mount Judd），是南極洲的山峰，位於杜費克海岸，屬於支持者山脈的一部分，海拔高度超過2,400米，由美國南極名稱諮詢委員以氣象學家命名，現時由南極條約體系管理。